# London Trams
London Trams è una branca del Transport for London che gestisce il servizio di tram di seconda generazione nell'area di Londra. Oggi esistono o sono in progetto e costruzione le seguenti linee:
- Tramlink gestisce una rete di tre linee nel sud di Londra attorno al borough di Croydon. Un'estensione fino a Crystal Palace è al momento allo studio.
- Cross River Tram è un progetto allo studio per l'attraversamento del Tamigi, passando per il centro di Londra, che dovrebbe collegare King's Cross e Camden a Peckham e Brixton.

Uno schema denominato City Tram è stato proposto dalla City of London per collegare Battersea ad Hackney via Elephant and Castle e The City, ma questo progetto non figura in alcun documento ufficiale della TfL.